# 浄土真宗華光会

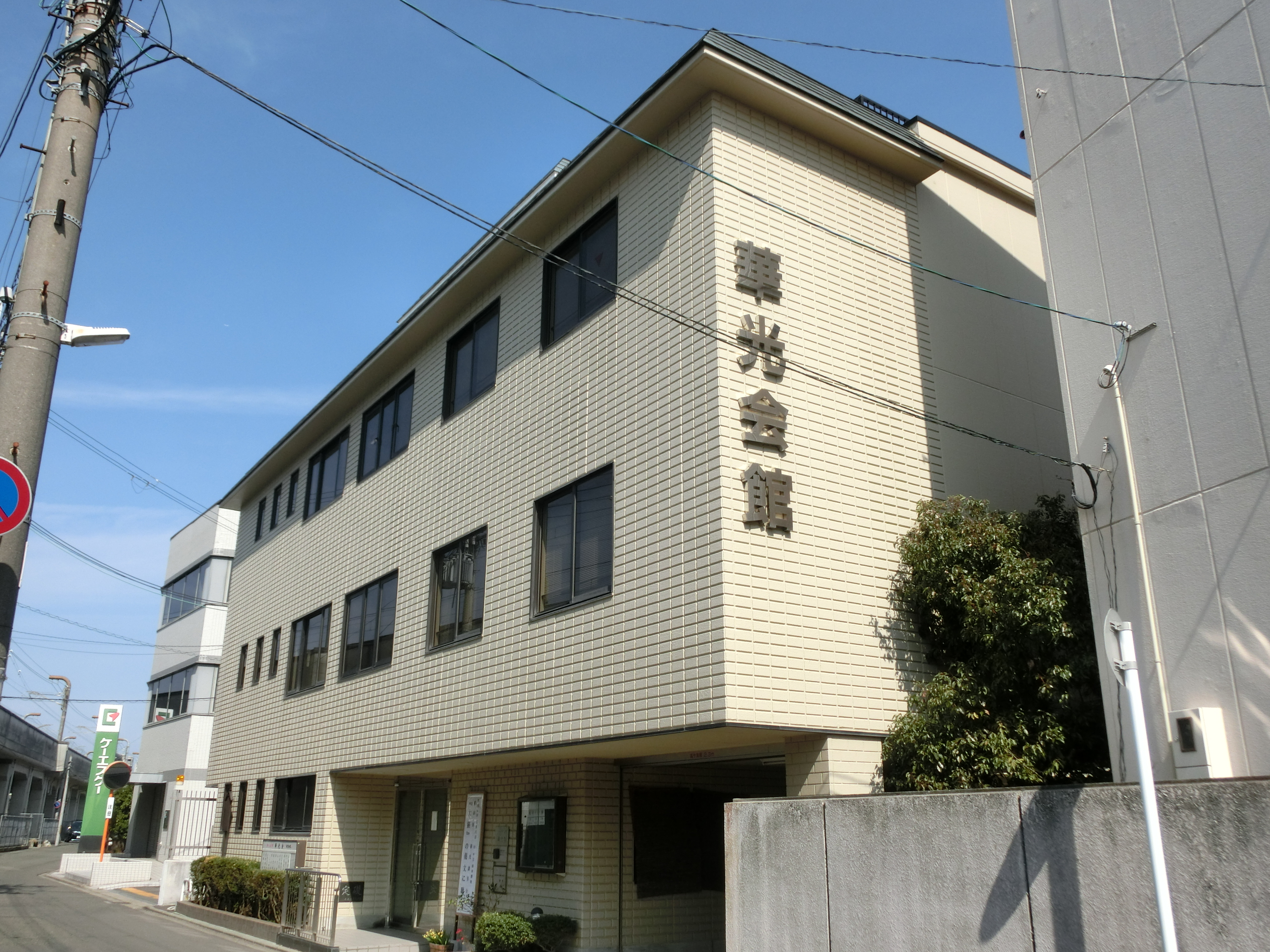
本部がある華光会館

浄土真宗華光会（じょうどしんしゅうけこうかい）は、京都市に本部を置く浄土真宗系の信者団体。宗教法人格を有する。

## 概要
- 名称 - 宗教法人浄土真宗華光会
- 本部 - 華光会館
- 設立 - 1942年（昭和17年）4月1日（※宗教法人認可は1958年（昭和33年）10月）
- 創始者 - 伊藤康善（1897年 - 1969年）
- 代表 - 増井信
- 所在地 - 京都市南区西九条東柳ノ内町22

## 略史
- 1941年 - 伊藤康善、信仰雑誌「華光」創刊
- 1942年 - 前身の「華光社」設立
- 1946年 - 龍谷大学、京都女子専門学校などから学生が多数入会。
- 1957年 - 京都市南区十条に「華光会館」完成
- 1958年 - 宗教法人認可
- 1969年 - 創始者伊藤康善、死去
- 1996年 - 「華光会館」現在地に移転改築
- 2015年 - 代表増井悟朗、死去

## 活動
- 同人会組織によって運営されている。会員は毎月一定の会費を納めるほか、法座活動による収入、出版物の収入によって活動を維持している。年1回の総会において詳細な会計報告がなされている。

### 機関誌
- 創立当初より信仰雑誌「華光」の発行が活動の中心である。法話や仏典解説のほか、会員の求道体験や信仰告白などが紙面を占める。「華光」は1941年、国嶋病院患者らの同人誌として発刊。その後も同誌の購読や寄稿を通じて入会する者が多い。

### 法座
- 浄土真宗系の特長である法座の開催が盛んである。本部会館のほか、全国の支部や会員宅で開催されることもある。
- 主な法座・行事
  - 報恩講（華光会） - 華光会館を会場とする法要・法話・信仰座談会。
  - 寒中仏青研修会 - 青年会による1泊2日の法座。
  - 真宗法座の集い - 参加人数限定の法座。
  - 永代経法要法座 - 法要・法話・信仰座談会。
  - 初夏仏青研修会 - 青年会による1泊2日の法座。
  - 壮年の集い - 30歳から60歳代を対象とする法話・信仰座談会
  - 仏の子ども大会 - 対象は子供（小3～中3）。
  - 修正会 - 1月1日に勤行・法話・座談会が行われる。
- 定例行事
  - 聖典講座 - 増井代表が真宗教学を解説。月1回開催。
  - 仏青例会 - 華光会の青年会が行う例会。月1回開催。
  - 日曜礼拝 - 華光会の子ども会が行う礼拝。法話・ゲーム・座談会。月1回。

## 関連する人物
- 伊藤康善 - 創始者、元真宗興正派学頭
- 西光義敞 - 元龍谷大学教授、心理カウンセラー
- 増井悟朗 - 初代代表
- 増井信 - 現代表